# Blodsed (film)
Blodsed (originaltitel: Blood Oath) är en australiensisk historisk dramafilm från 1990 i regi av Stephen Wallace med bland andra Bryan Brown, George Takei och Terry O’Quinn i huvudrollerna, samt Russell Crowe i en mindre biroll. Filmen är löst baserad på en utredningen av krigsförbrytelser som japanska trupper gjorde sig skyldiga till på ön Ambon under andra världskriget.

## Handling
Året är 1945 och andra världskriget är över. I en djungelglänta på den avlägsna indonsesiska ön Ambon, som tidigare använts som krigsfångläger av japanska flottan, upptäcks en massgrav innehållande liken efter 300 australiensiska soldater. Undersökningar av kropparna visar att samtliga de döda antingen halshuggits med svärd eller stuckits ihjäl med bajonetter. En krigsbrottsutredning under ledning av den australiensiske auditören kapten Robert Cooper sätts snabbt samman för att ta reda på vem som ligger bakom massakern.
Men trots de groteska fynden förnekar den f.d. lägerkommendanten viceamiral Takahashi och hans högra hand kapten Ikeuchi all kännedom om att en massaker skulle ägt rum. Istället menar de att fångarna i graven fallit offer för sjukdomar och allierade bombanfall. Situationen försvåras ytterligare av att det enda överlevande vittnet, flyglöjtnanten Jimmy Fenton, ligger sägbunden svårt traumatiserad och till synes utan talförmåga. Nu är det upp till Cooper och hans mannar att ta reda på vad som egentligen försiggått i lägret, och se till att de skyldiga ställs inför rätta.

## Om filmen

### Produktion
Manusförfattaren Brian A. Williams fick idén till filmen när han städade ur sin fars garage. Där fann han en skokartong med dokument kopplade till rättegången mot japanska krigsförbrytare strax efter andra världskriget, i vilken hans far varit åklagare. Rättegången gällde en massaker av australiensiska krigsfångar som hade ägt rum på ön Ambon i Indonesien. Williams tyckte att historien enkelt kunde omvandlas till film och tillsammans med kollegan Denis Whitburn arbetade han ihop dokumenten till ett manus.
Många av filmens karaktärer är baserade på verkliga personer, dock med namnen ändrade. Scenen som visar flyglöjtnanten Eddy Fentons avrättning är baserad på ett känt fotografi där en australisk krigsfånge halshuggs med svärd. Den verkliga förlagan sägs vara kommandosoldaten Leonard Siffleet. Fotot föreställande Siffleets avrättning fann man på liket efter en stupad japansk soldat.
Filminspelningen startade den 15 augusti 1989 och ägde rum mestadels i Oxenford i Gold Coast, Queensland.

### Utmärkelser
Blodsed nominerades till och vann ett flertal AFI Life Achievement-priser, däribland en vinst för bästa filmljud och bästa kostym, samt en nominering till bästa film.

## Rollista
| Roll                            | Skådespelare       | Not                                       |
| ------------------------------- | ------------------ | ----------------------------------------- |
| Kapten Robert Cooper            | Bryan Brown        |                                           |
| Viceamrial friherre Takahashi   | George Takei       |                                           |
| Major Tom Beckett               | Terry O’Quinn      |                                           |
| Kapten Ikeuchi                  | Tetsu Watanabe     |                                           |
| Major Frank Roberts             | John Bach          |                                           |
| Löjtnant Hideo Tanaka           | Toshi Shioya       |                                           |
| Sjuksyster Carol Littell        | Deborah Kara Unger | Filmdebut, krediterad som "Deborah Unger" |
| Sheedy                          | John Clarke        |                                           |
| Menige Jimmy Fenton             | John Polson        |                                           |
| Löjtnant Corbett                | Russell Crowe      | Filmdebut                                 |
| Sergeant Keenan                 | Nicholas Eadie     |                                           |
| Menige Talbot                   | Jason Donovan      | Filmdebut                                 |
| Försvarsadvokaten herr Matsugae | Sôkyû Fujita       |                                           |
| Löjtnant Noburo Kamura          | Kazuhiro Muroyama  |                                           |
| Flyglöjtnant Eddy Fenton        | David Argue        |                                           |
| Löjtnant Shimada                | Yuichiro Senga     |                                           |
| Menige Mitchell                 | Andrew Booth       |                                           |
| Australiensisk soldat           | Malcolm Cork       |                                           |
| Korpral Patterson               | Donal Gibson       |                                           |
| Major Roberts adjutant          | Shane McNamara     |                                           |
| Flygsergeant O'Donnell          | Peter Waterstreet  |                                           |
| Flyglöjtnant Smith              | Tim Reuther        |                                           |
| Korpral Rogers                  | Matthew Keyes      |                                           |
| Sjuksköterska Pearson           | Christina Ongley   |                                           |